# Québécoises deboutte !

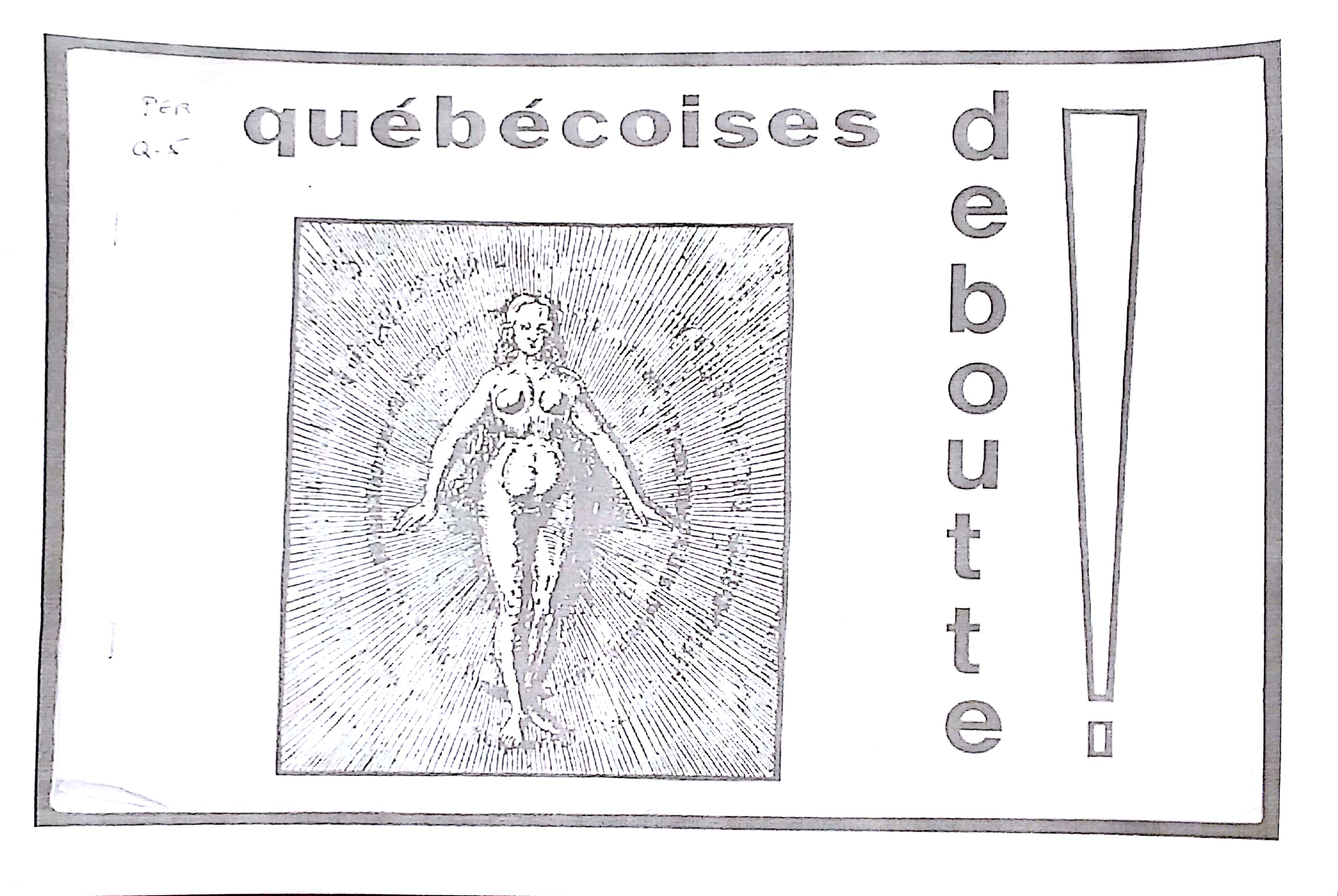
Couverture de l'unique numéro de Québécoises Deboutte ! publié par le FLF en novembre 1971 (dessin de Nicole-Ange Dostie).

Québécoises deboutte ! est un journal féministe québécois ayant été publié à l'origine par les militantes de la cellule « Journal » du Front de libération des femmes du Québec, mouvement qui pose les bases du féminisme radical du début des années 1970, au Québec. 
Publié en un seul numéro en novembre 1971 à Montréal, sa parution est, à la suite du démantèlement du FLF à la fin de 1971, assurée par le Centre des femmes du Québec, de 1972 à 1976.

## Le Front de libération des femmes du Québec, un mouvement et son slogan
Le journal Québécoises Deboutte ! représente l’une des actions majeures effectuées par le FLF durant sa courte existence. Pour la petite histoire, ce mouvement créé durant la Deuxième vague féministe apparaît à la suite d’une manifestation organisée clandestinement le 29 novembre 1969, en réponse à la réglementation anti-manifestation adoptée par le maire de Montréal Jean Drapeau, 12 octobre de la même année. Environ 200 femmes y participent, en tant que groupe distinct, et 165 manifestantes sont emprisonnées. Pour les futures membres du FLF, cette manifestation réalisée par des femmes pour les femmes amène une première prise de conscience de leur force collective. Le Front de libération des femmes du Québec tranche avec les autres mouvements féministes de la deuxième vague en favorisant le geste d’éclat. Selon la propre définition de ses membres, le FLF est radical dans sa façon de vouloir remonter à la racine même de la subordination des femmes en remettant en question le système social des sexes, appelé patriarcat.Son féminisme, ainsi que celui des mouvements qui en découle, est fondamentalement radical et certains de ses anciens membres dénoncent encore aujourd’hui le fait qu’il soit admis par les communautés universitaires que le féminisme radical n’ait fait son apparition au Québec qu’en 1976. 
Le slogan Québécoises Deboutte ! Est créé par la cellule Action-choc du FLF en 1970 et se répand surtout en 1971 alors que sont organisées des opérations clandestines durant lesquelles la cellule Action-choc colle le slogan pendant la nuit dans toutes les rues commerciales de Montréal, mais principalement sur la rue Sainte-Catherine. Plus qu'un slogan, il exprime le « ras-le-bol » de la violence patriarcale à l’endroit des femmes. Devenant bien vite le symbole de reconnaissance du FLF, cette phrase représente le titre logique du journal publié par le mouvement. 

## La fin du FLF, l'unique numéro et son contenu
Le premier et unique numéro de Québécoises Deboutte ! publié par le Front de libération des femmes du Québec est réalisé à la toute fin de l’existence du mouvement. D’ailleurs, la cellule Journal est dissoute juste après la parution du premier numéro, et ce malgré un accueil chaleureux, partout au Québec. Sa diffusion est l’œuvre de deux militantes du FLF, Arlette Rouleau et Andrée Bérubé qui distribuent elles-mêmes le journal en se déplaçant un peu partout au Québec en novembre 1971. Plusieurs raisons sont en cause pour la disparition du FLF, mais la plupart des membres ne voient cette fin d’un œil ni négatif ni positif, et comparent l’existence du mouvement à une grossesse qui serait finalement arrivée à terme en accouchant du féminisme radical québécois.
Le journal offre un contenu varié visant l’information des femmes à la fois sur la situation politique des femmes, sur leurs droits, sur l’importance de l’accès à l’avortement libre et gratuit et même sur l’anatomie des corps masculins et féminins. Les propos sont soutenus à l’aide de nombreux dessins, de bandes dessinées et de caricatures réalisées pour aider à la compréhension.

## La reprise par le centre des femmes
La disparition du FLF n’arrête pas les militantes féministes radicales du Québec qui y étaient rattachées. Elles se dispersent dans différentes organisations, dont le Centre des femmes, mouvement découlant directement du FLF. Fondé en 1972 et actif jusqu'en 1975, le Centre des femmes emploie une ligne politique semblable au FLF, mais souhaite former un groupe plus homogène, pour ne pas reproduire les erreurs du passé. Pour faciliter leur organisation, le Centre des femmes (ou CDF) se fixe trois objectifs pour améliorer la condition des femmes québécoises : la recherche, la propagande et l’hygiène sexuelle. Le CDF publiera 9 volumes de Québécoises Deboutte ! entre 1972 et 1974 avec une périodicité assez variable. La plupart des numéros de Québécoises Deboutte ! publiés par le Centre des femmes ont une couverture de couleur différente et emploie un sous-titre unique, évocateur, témoignant des propos qui seront tenus dans le numéro. Ainsi, à la simple lecture des sous-titres, on observe une évolution de l’idéologie politique du mouvement qui se distance des idées nationalistes, pour se diriger davantage vers celles des mouvements prolétaires. 
Le premier volume emploie le sous-titre « Pas de libération des femmes sans libération du Québec, pas de libération du Québec sans libération des femmes », qui ramène directement aux idées nationalistes du mouvement souverainiste du Québec des années 1970. Il s’agit en fait du slogan officiel du CDF à cette époque. Puis, lors du troisième numéro, le sous-titre employé est « Faire de la libération des femmes une revendication de la classe ouvrière ». En 1973, le CDF change d’ailleurs de slogan, optant pour « Pas de libération des ménagères sans libération des travailleurs, pas de libération des travailleurs sans libération des ménagères », beaucoup plus centré sur la lutte des classes. 
Ce phénomène s’explique par une tentative de distanciation progressive du Centre des femmes des partis politiques, principalement du Parti québécois, qui ne met pas en priorité la question des femmes et fait l’éloge de la famille nucléaire, institution jugée « étouffante pour la femme » par le CDF. 

## Québécoises toujours Deboutte!
En 2007, la Fédération des femmes du Québec, fondée en 1966 par Thérèse Casgrain, publie un numéro spécial sur Le féminisme en bref, nommé Québécoises toujours Deboutte ! faisant ainsi honneur au slogan provocateur du FLF ainsi qu’aux journaux publiés entre 1971 et 1974 par le Front de libération des femmes du Québec et le Centre des femmes. Il vise ainsi la poursuite des luttes initiées par ces mouvements féministes radicaux et la prévention d’un oubli général des actions posées par ces militantes du début des années 1970.